# 漢京中心
漢京中心（かんけいちゅうしん、Hanking Center）は、中華人民共和国広東省深圳市南山区に建設された高さ358.9mの超高層ビルである。

## 概要
全高は350メートル (1,148.3 ft)  であり、建設は2013年に始まり、2018年に完成した。2013年に建設が始まり、2018年に竣工した。途中で折れ曲がっているデザインが特徴的であり、鉄骨作りの建築物と独立したコアの建築物として世界最大である。
地上73階、地下5階建てで、漢京集団(Hanking Group)が管理している。